# Робинсон, Винетт
Винетт Робинсон (англ. Vinette Robinson, родилась в 1981 году, Брэдфорд, Уэст-Йоркшир, Англия) — британская актриса. Лауреат премии Британского независимого кино за роль су-шефа Карли в фильме «'Точка кипения'» (2021), которую позднее вновь исполнила в одноимённом спин-оффе. На телевидении известна благодаря ролям в проектах канала BBC One: «Улица Ватерлоо» (2009) и «Шерлок» (2010—2014). Также исполнила гостевые роли в эпизоде сериала «Чёрное зеркало» (2015) и в серии «Роза» телесериала «Доктор Кто» (2018), где сыграла борца за гражданские права Розу Паркс.

## Ранние годы
Родилась в семье с ямайскими и британскими корнями и выросла в Брэдфорде, одном из индустриальных городов Северной Англии. Там же она пошла в школу и с ранних лет проявляла интерес к сцене. Уже в старших классах Винетт выбрала драму в качестве профильного предмета в средней школе со статусом академии в пригороде Лидса. Помимо школьной программы, она занималась театральным искусством и занималась в драматическом клубе Scalakids — небольшой, но уважаемой студии, где многие молодые актёры такие как: Мэттью Льюис, Мэттью Бирд и Люси-Джо Хадсон, делали первые шаги в профессии.

## Карьера
Винетт начала проходить прослушивания в возрасте тринадцати лет; первой стала проба на роль королевы Амидалы в фильме «Звёздные войны: Эпизод I — Скрытая угроза» (1999), которую впоследствии исполнила Натали Портман.
После этого она поступила в Академию драматического искусства Уэббера Дугласа, где обучалась в течение трёх лет и получила стипендию имени Лоуренса Оливье, присуждаемую Обществом лондонского театра.
Первой театральной работой Винетт стала высоко оценённая критиками постановка «Мера за меру», созданная совместно Национальным театром и труппой Complicité. Впоследствии она участвовала в сезоне Gunpowder Королевской шекспировской компании, где исполнила роль замученной служанки Мэй в спектакле «Speaking Like Magpies» Фрэнка Макгиннесса в постановке Руперта Гулда.
В 2006 году сыграла Еву в нашумевшей постановке «Потерянный рай». Театральный критик Шейла Трейси из The Stage, комментируя обнажённую сцену с участием актрисы, отметила: «невозможно представить себе действие, которое могло бы работать как-то иначе». В том же году её роль в спектакле «Сахарные мумии» привлекла внимание издания New York, которое включило Винетт в список «самых перспективных молодых театральных актрис Лондона» (2007).
В 2009 году актриса исполнила роль Джози Порритт в телесериале BBC «Hope Springs», а также сыграла молодого преподавателя английского языка Хелен Хоупвелл в восьми эпизодах пятого сезона сериала «Улица Ватерлоо».
С декабря 2009 года по январь 2010 года она выходила на сцену театра Хэмпстед в роли горничной Флоренс в постановке «Darker Shores». Несмотря на сдержанную оценку пьесы (две звезды) в The Daily Telegraph, театральный критик Чарльз Спенсер отметил игру Винетт Робинсон, подчеркнув её «теплоту и эмоциональную открытость». Кейт Бассетт из The Independent on Sunday также положительно оценила её выступление, написав, что актриса «превосходно справляется с ролью».
В 2010 году Винетт получила роль сержанта полиции Салли Донован в телесериале BBC «Шерлок». Она продолжила исполнять эту роль во втором и третьем сезонах, которые вышли в эфир в январе 2012 года и в декабре 2013 — январе 2014 года соответственно.
В 2011 году актриса сыграла одну из главных ролей в спектакле Филипа Ридли «Tender Napalm», за которую была удостоена премии Off West End Theatre Award в категории «Лучшая женская роль». В том же году она исполнила роль Офелии в постановке «Гамлета» на сцене театра Young Vic, за которую получила премию Кларенса Дервента. Благодаря этой работе Винетт была отмечена в статье The New York Times под названием «Titans of the Stage».
В 2016 году Винетт появилась в эпизоде «Враг народа» телесериале-антологии «Чёрное зеркало».
В октябре 2018 года она исполнила роль активистки за гражданские права Розы Паркс в серии «Роза» телесериала «Доктор Кто». Это стало её вторым участием в проекте — ранее, в 2007 году, Винетт сыграла Эби Лернер в эпизоде «42».
В 2019 году актриса исполнила эпизодическую роль Роби Тайс в фильме «Звёздные войны: Скайуокер. Восход», став частью первого в истории франшизы однополого поцелуя на экране.
В 2021 году снялась в фильме «Точка кипения» — однокадровой драме, действие которой разворачивается в течение одной напряжённой ночи в оживлённом ресторане. Её исполнение роли су-шефа, под началом вспыльчивого и неуравновешенного шеф-повара, получило высокую оценку критиков. За эту работу актриса была удостоена премии British Independent Film Award в категории «Лучшая женская роль второго плана».

## Фильмография
| Год  | Название                          | Роль               |
| ---- | --------------------------------- | ------------------ |
| 2004 | Вера Дрейк                        | Ямайская девушка   |
| 2005 | Представь нас вместе              | Зина               |
| 2016 | Морган                            | Доктор Бренда Финч |
| 2019 | Фрэнки                            | Сильвия            |
| 2019 | Звёздные войны: Скайуокер. Восход | Роби Тайс          |
| 2020 | Say Your Prayers                  | Имельда            |
| 2021 | Точка кипения                     | Карли              |
| 2023 | Капсульное поколение              | Алиса              |

## Телевидение
| Год       | Название               | Роль                       | Примечания                        |
| --------- | ---------------------- | -------------------------- | --------------------------------- |
| 2000      | Doctors                | Кэт Бикерстафф             | Гостевая роль; 2 эпизода          |
| 2001      | Always and Everyone    | Тереза                     | Эпизод: «В безопасности»          |
| 2003      | Between the Sheets     | Трейси Эллис               | Мини-сериал; 6 серий              |
| 2004      | Закон Мёрфи            | Эйми                       | Эпизод: «Джек вернулся»           |
| 2004      | Blue Murder            | Андреа                     | Эпизод: «Бей и беги»              |
| 2004      | Doctors                | Мелани                     | Эпизод: «Папина дочка»            |
| 2005      | Casualty               | Кирсти Эванс               | Эпизод: «Правда выйдет наружу»    |
| 2007      | Доктор Кто             | Эби Лернер                 | Эпизод: «42»                      |
| 2007      | Виртуозы               | Тина                       | Эпизод: «Рай дизайнера»           |
| 2009      | Улица Ватерлоо         | Хелен Хоупвелл             | Повторяющаяся роль; 8 серий       |
| 2010-2014 | Шерлок                 | Салли Донован              | Повторяющаяся роль; 4 эпизода     |
| 2014      | Вера                   | Коринн Фрэнкс              | Эпизод: «Воздушные замки»         |
| 2014      | Смерть в раю           | Лорен Кампезе              | Эпизод: «Художественное убийство» |
| 2014      | Красный шатёр          | Валла                      | Мини-сериал; 2 эпизода            |
| 2015      | Black Work             | Зои Нэш                    | Мини-сериал; 2 эпизода            |
| 2016      | Черное зеркало         | Лиза Бахар                 | Эпизод: «Враг народа»             |
| 2016      | Близко к врагу         | Рита                       | Мини-сериал; 5 серий              |
| 2017      | The A Word             | Никола Дэниелс             | Повторяющаяся роль; 12 серий      |
| 2018      | Доктор Кто             | Роза Паркс                 | Эпизод: «Роза»                    |
| 2019      | I Am…                  | Тони                       | Эпизод: «Я — Кирсти»              |
| 2019      | A Christmas Carol      | Мэри Крэтчит               | Мини-сериал; 3 эпизода            |
| 2022      | Код 404                | Профессор Сара Макаллистер | Повторяющаяся роль; 5 эпизодов    |
| 2022-2023 | The Lazarus Project    | Джанет                     | Повторяющаяся роль; 10 серий      |
| 2024      | The Gathering          | Натали                     | Повторяющаяся роль; 2 эпизода     |
| 2024      | Внутри девятого номера | Вал                        | Эпизод: «Малберри-Клоуз»          |
| 2024      | Suspect                | Луиза                      | Эпизод: «Луиза»                   |

## Награды и номинации
| Год  | Премия                               | Категория                         | Роль   | Работа        | Результат | Примечания |
| ---- | ------------------------------------ | --------------------------------- | ------ | ------------- | --------- | ---------- |
| 2012 | Премии Кларенса Дервента             | Лучшая женская роль второго плана | Офелия | Гамлет        | Победа    | [ 15 ]     |
| 2021 | Премия британского независимого кино | Лучшая актриса второго плана      | Карли  | Точка кипения | Победа    | [ 47 ]     |